# James Brindley
James Brindley, född 1716 i Tunstead, Derbyshire, död 30 september 1772 på Turnhurst Hall i Staffordshire, var en brittisk tekniker och uppfinnare.
Brindley har uppfunnit ett flertal olika kvarnkonstruktioner, vattenuppfordringsverk med mera. Han utförde även och projekterade flera viktiga arbeten inom väg- och vattenbyggnadsfacket, såsom Bridgewaterkanalen med brokanalen vid Barton, Worsleybassängen, Grand Trunkkanalen med Harecastletunneln. Brindley utgav 1768 Reports Relative to a Navigable Communication Betwixt the Friths of Fourth and Clyde.